# Caenidae
Caenidae je čeleď jepic (Ephemeroptera). Jako první tuto čeleď popsal Ulmer v roce 1920. Zástupci této čeledi se vyskytují po celém světě. Dospělí jedince mají redukovaný zadní pár křídel. Na zadečku mají tři cerci. Jedná se o malé jepice, obvykle menší než 12 mm. Přední křídla jsou slabě žilkovaná. Nymfy žijí na dně pomalu tekoucích vod. Na rozdíl od jiných zástupců jepic, mohou zástupci této čeledi obývat i degradovaná stanoviště, a proto nejsou spolehlivými bioindikátory.

## Systematika
Do čeledi Caenidae se řadí 28 rodů:
- Aenigmocaenis (Malzacher, 2009)
- Afrocaenis (Gillies, 1982)
- Afrocercus (Malzacher, 1987)
- Alloretochus (Sun a McCafferty, 2008)
- Amercaenis (Provonsha a McCafferty, 1985)
- Barnardara (McCafferty a Provonsha, 1995)
- Brachycercus (Curtis, 1834)
- Brasilocaenis (Puthz, 1975)
- Caenis (Stephens, 1833)
- Caenoculis (Soldán, 1986)
- Caenopsella (Gillies, 1977)
- Callistellina (Sun a McCafferty, 2004)
- Cercobrachys (Soldán, 1986)
- Clypeocaenis (Soldán, 1978)
- Irpacaenis (Suter, 1999)
- Kalimaenis (Malzacher, 2013)
- Latineosus (Sun a McCafferty, 2008)
- Madecocercus (Malzacher, 1995)
- Niandancus (Malzacher, 2009)
- Oriobrachys (Sun a McCafferty, 2008)
- Provonshara (Malzacher, 2014)
- Sparbarus (Sun a McCafferty, 2008)
- Susperatus (Sun a McCafferty, 2008)
- Tasmanocoenis (Lestage, 1930)
- Tigrocercus (Malzacher, 2006)
- Tillyardocaenis (Kluge, 2004)
- Trichocaenis (Malzacher, 2009)
- Wundacaenis (Suter, 1993)

## Fotogalerie

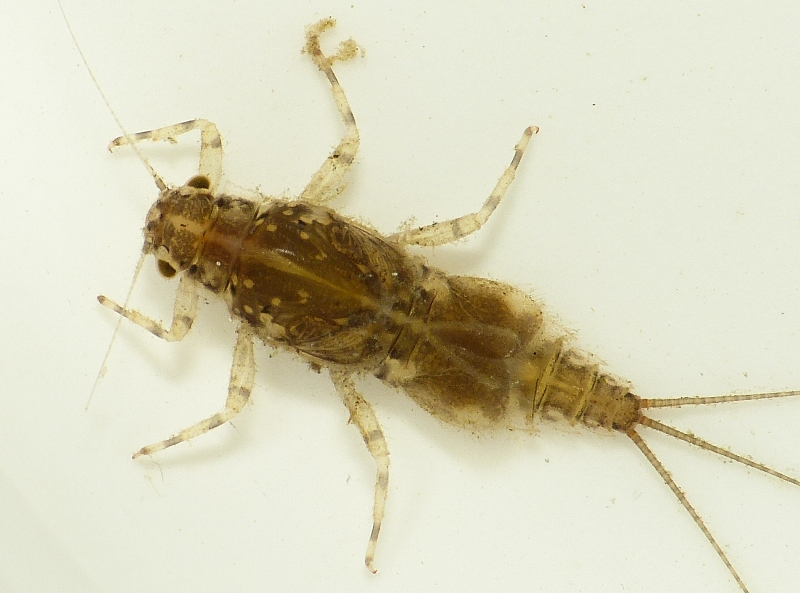
Nymfa Caenis robusta
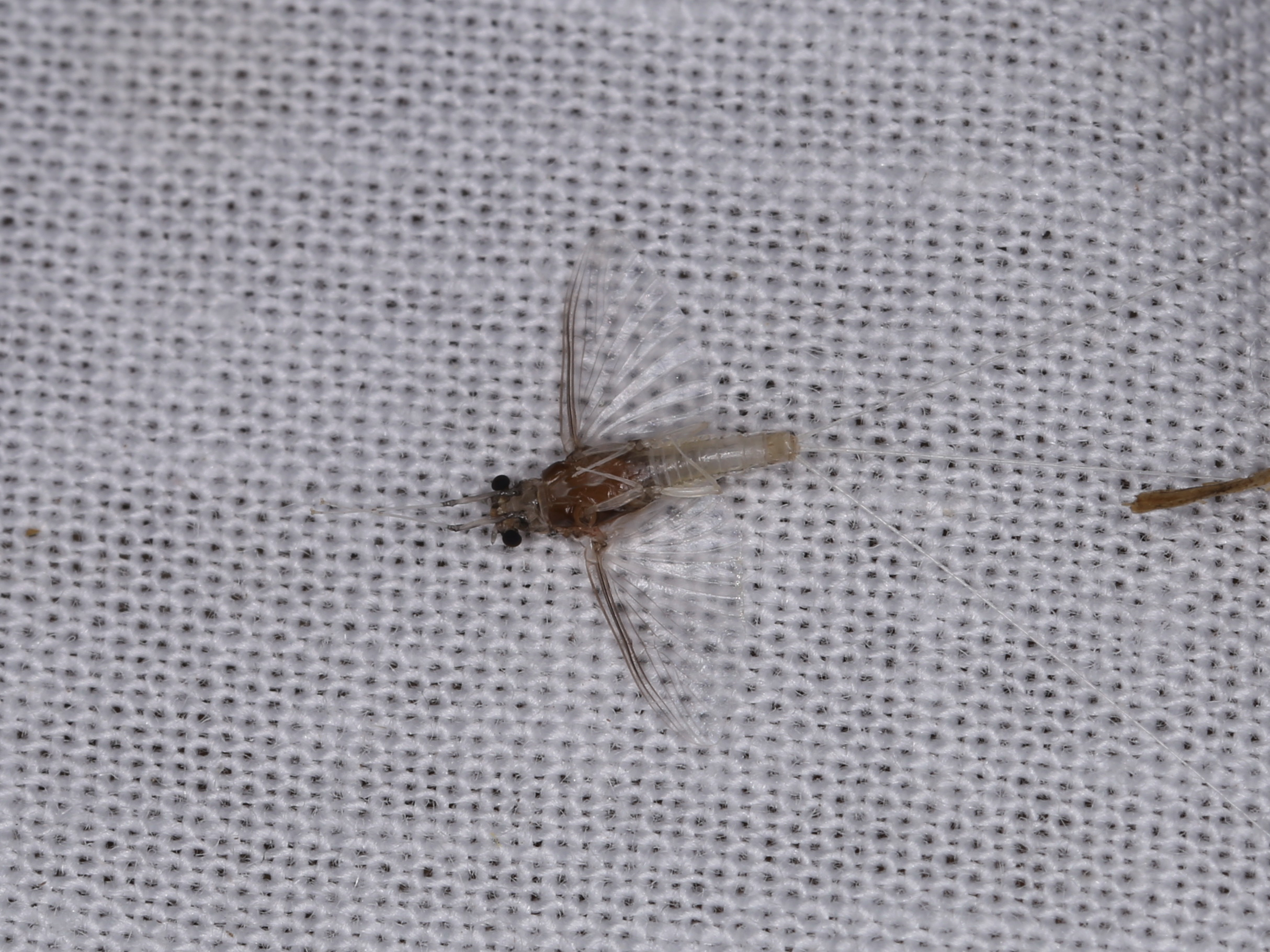
Dospělec Caenidae sp.